# Confession (песня)
«Confession» — песня американской кантри-группы Florida Georgia Line. Она была выпущена 3 ноября 2015 года лейблом Republic Nashville в качестве пятого и финального сингла из второго студийного альбома Anything Goes, который был выпущен 14 октября 2014 года. Песню написали Родни Клоусон, Росс Копперман и Мэтт Дженкинс, а спродюсировал Joey Moi.
Сингл занял первое место в чарте Billboard Country Airplay и 7-е место в чарте Hot Country Songs. Песня получила платиновый сертификат от Американской ассоциации звукозаписывающей индустрии (RIAA).

## История
Дебют песни Florida Georgia Line состоялся на церемонии вручения наград Ассоциации кантри-музыки (CMA) в ноябре 2015 года. Брайан Келли, один из участников дуэта, сказал в интервью Nash Country Weekly, что «[она] завершает альбом с „Dirt“ очень хорошо… Я думаю, она закрывает главу Anything Goes».
Песня представляет собой среднетемповую балладу о человеке, который «едет поздно ночью по стране в попытке прочистить мозги» и «подводит итоги своей жизни», в итоге молясь Богу, попивая пиво.

## Отзывы
В статье о Anything Goes, опубликованной Taste of Country без указания авторства, говорилось, что «авторы написали припев, который одновременно эмоциональный и звуковой, и продюсер Joey Moi отлично справляется с задачей усиления послания».

## Коммерческий успех
Песня впервые вошла в чарт на 39-м месте в Billboard Hot Country Songs и под номером 47 в чарте Country Airplay после релиза. Песня достигла своей вершины на 7 месте в чарте Hot Country Songs от 9 апреля 2016 года и возглавила чарт Country Airplay от 7 мая 2016 года. Florida Georgia Line присоединились к Zac Brown Band как единственные кантри-музыканты, у которых по четыре песни достигли № 1 в Country Airplay с каждого из их первых двух альбомов. По состоянию на май 2016 года песня была продана в США в количестве 293 000 копий. 23 мая 2017 года она была сертифицирована Американской ассоциацией звукозаписывающей индустрии (RIAA) как платиновая.

## Музыкальное видео
Режиссёром клипа выступилТи Кей МакКами.

## Чарты

### Еженедельные чарты
| Чарт (2015—2016)                    | Высшая позиция |
| ----------------------------------- | -------------- |
| Канада (Billboard Canadian Hot 100) | 73             |
| Канада (Billboard Country)          | 1              |
| США (Billboard Hot 100)             | 53             |
| США (Billboard Country Airplay)     | 1              |
| США (Billboard Hot Country Songs)   | 7              |

### Годовые итоговые чарты
| Чарт (2016)                       | Позиция |
| --------------------------------- | ------- |
| США Country Airplay (Billboard)   | 7       |
| США Hot Country Songs (Billboard) | 27      |

## Сертификации
| Регион                                                                      | Сертификация | Продажи   |
| --------------------------------------------------------------------------- | ------------ | --------- |
| США (RIAA)                                                                  | Платиновый   | 1 000 000 |
| Данные о продажах + прослушиваниях приведены только на основе сертификации. |              |           |